# 卡洛斯·贝尔纳
卡洛斯·安德烈斯·贝尔纳·冈萨雷斯（西班牙語：Carlos Andres Berna Gonzalez，1990年1月21日—），哥伦比亚男子举重运动员，2014年南美运动会男子56公斤级金牌得主、2015年泛美运动会男子56公斤级银牌得主、2017年世界举重锦标赛男子56公斤级铜牌得主。